# Jean-Léonard Lugardon

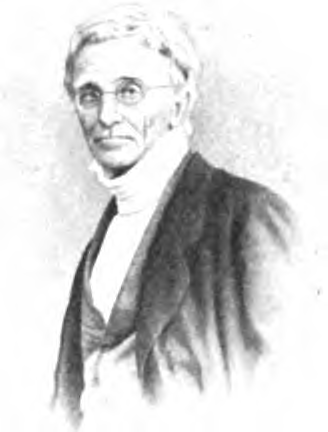
Jean-Léonard Lugardon.

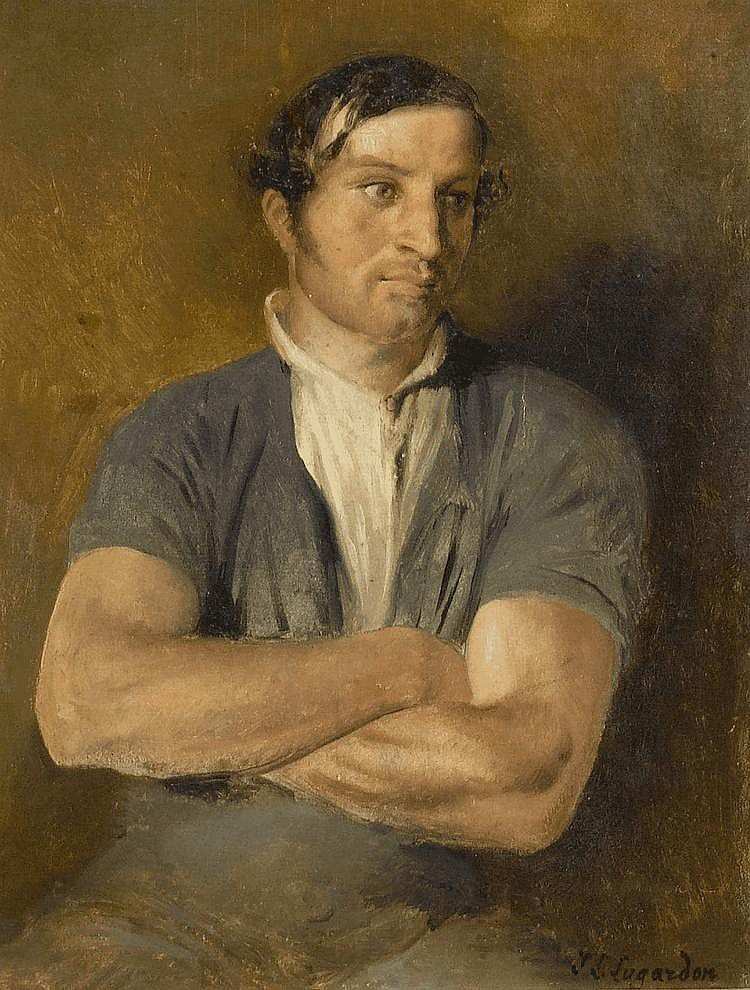
Berner Senn

Jean-Léonard Lugardon (* 30. September 1801 in Genf; † 16. August 1884 ebenda) war ein Schweizer Historien-, Genre- und Porträtmaler.

## Leben und Wirken
Jean-Léonard Lugardon wurde als Sohn des Uhrmachers Albert Lugardon und von Catherine Duboule geboren. Lugardon begann seine Ausbildung bei der Société des Arts de Genève. Von 1820 bis 1822 wurde er Schüler von Antoine-Jean Gros in Paris und von Jean-Auguste-Dominique Ingres in Florenz. Lugardon wirkte in Italien von 1823 bis 1825, dann in Rom von 1826 bis 1829.
1826 heiratete er Suzanne Paschoud. In Rom gebar seine Ehefrau den Sohn Albert, der später Maler wurde. Bei der zweiten Geburt 1830 verstarb sie. Lugardon nahm seit 1823 an Kunstausstellungen teil. 1824 wurde er mit dem 1. Preis für sein Historienbild ausgezeichnet. Im Zeitraum von 1836 bis 1843 leitete er eine Kunstschule in Genf. Von 1837 bis 1842 bekleidete er den Posten eines Ratsherrn.
Lugardon unternahm 1851 eine Studienreise nach Algerien. Die dort entstandenen Werke stellte er 1855 auf der Weltausstellung in Paris aus.
Jean-Léonard Lugardon gehörte neben seinen Freunden Alexandre Calame, François Diday und Joseph Hornung zu den Vertretern der Genfer Schule der romantischen Malerei.

## Werke (Auswahl)
- 1836: Rütlischwur; Ölzeichnung auf Holz; Stiftung für Kunst, Kultur und Geschichte, Winterthur